# La Paloma (Uruguai)
La Paloma és una ciutat balneària marítima de l'Uruguai, localitzada al Cabo de Santa María, fundada l'1 de setembre de 1874. Es troba al departament de Rocha, regió est del país, i a 240 km de Montevideo.
Té una població permanent de 5.300 habitants, assolint fins als 30.000 en època estival (desembre-març).